# 圣切萨雷亚泰尔梅
圣切萨雷亚泰尔梅（義大利語：Santa Cesarea Terme），是意大利莱切省的一个市镇。总面积26平方公里，人口3070人，人口密度118.1人/平方公里（2009年）。ISTAT代码为075072。